# Hibberdene
Hibberdene ist eine Stadt in der südafrikanischen Provinz KwaZulu-Natal. Sie liegt in der Ray Nkonyeni Local Municipality im Distrikt Ugu.
Namensgeber war der Generalpostmeister Natals C. Maxwell-Hibberd, der sich um 1900 nach seiner Pensionierung hier eine Farm kaufte.

## Geografie
Hibberdene liegt direkt an der Küste auf Meereshöhe zwischen Scottburgh und Port Shepstone. Sie befindet sich 97 Kilometer südlich von Durban. Die Stadt liegt am Umzimai River.

## Demographie
Im Jahr 2011 hatte sie 4037 Einwohner in 1394 Haushalten auf einer Fläche von 14,26 km².

## Freizeitangebot
Hibberdene gehört zu den beliebtesten Ferienorten in Südafrika, da sich der warme Indische Ozean neben dem Baden auch zum Tauchen und Schnorcheln anbietet. Verschiedene Riffe beherbergen seltene Arten, wie zum Beispiel den Langschnauzen-Korallenwächter, besondere Weichkorallen und Schwämme. Der Schwarze Seefächer ist in Hibberdene endemisch. Des Weiteren gibt es noch Wildparks und Möglichkeiten zur Vogelbeobachtung.